# Niños robados (miniserie)
Niños robados es una miniserie de televisión basada en un hecho histórico que recrea la historia de dos jóvenes que se ven obligadas a afrontar sus respectivos embarazos en solitario en la época franquista de la España de 1970. Tras nueve meses de gestación, ambas dan a luz en el mismo centro hospitalario, aunque en distintas circunstancias, y son separadas de sus bebés tras el parto.

## Antecedentes
La historia del proyecto se remonta en el mes de junio de 2012 cuando el canal de televisión español Telecinco anunció que preparaba una serie de ficción real sobre niños robados en la década de 1970. No obstante, también tuvo influencia en la producción la repercusión del mediático caso de Sor María, religiosa española que saltó a los medios de comunicación como una de las presuntas responsables del robo de niños, en las clínicas de maternidad madrileñas en la segunda mitad del siglo XX.

## Historia
A pesar de que la cadena española Antena 3 fue la primera interesada en adaptar un proyecto sobre la historia de los niños robados en España, tiempo más tarde el grupo de comunicación, Mediaset España, anunciaba que tenía la intención de producir su propia versión de los hechos para su principal canal, Telecinco, bajo la marca provisional Niños robados. La cadena de Grupo Planeta inició a finales del mes de marzo de 2011 su proyecto llamado Historias robadas y éste narraba la historia de dos hermanos gemelos que fueron separados al nacer. No obstante, la miniserie en la que trabajaba Mediaset a mediados de junio de 2012, contaría el drama que vivieron estas familias en la década de los 70 desde que perdieron a sus bebés hasta la fecha actual. Ambas producciones contaron con dos episodios para su emisión, y aunque Telecinco se propuso estrenar su serie antes que su cadena rival, Antena 3, ésta lo hizo primero. La ficción de Atresmedia Televisión se emitió durante el mes de septiembre de 2012, mientras que la de Mediaset lo hizo un año después, a mediados de octubre de 2013, en Telecinco cedido de un espacio de debate centrado en el caso de los niños robados con reportajes y testimonios reales. El telefilme también tiene un programa con casos reales llamado Niños robados, ¿dónde están? y es presentado por el periodista Jordi González.

## Argumento
Las tramas de Niños robados giran en torno a dos chicas jóvenes de España que se ven obligadas a afrontar sus respectivos embarazos en solitario en la década de los 70. Una de ellas, Violeta, pasa sus últimos meses de gestación en una casa de acogida de una congregación religiosa situada en Madrid, mientras que la otra, Conchita, reside temporalmente en un piso de Bilbao regentado por una mujer de la alta sociedad. Una vez culminados los nueve meses del periodo de gestación, ambas dan a luz en la misma clínica, aunque en distintas circunstancias, y son separadas de sus bebés tras el parto. Esta situación marca trágicamente sus vidas, que transcurren por separado hasta que tiempo después, una joven llamada Susana llama a la puerta de Conchita en busca de su identidad. Este hecho constituye por tanto el punto de un viaje vital que revela lo que realmente sucedió ese día en el que Violeta y Conchita dieron a luz.

## Equipo técnico

### Producción
Durante seis semanas, el equipo de producción acogió cerca de cuarenta puntos de grabación distintos, situados en las ciudades de Madrid y Bilbao, así como en el municipio de Alcobendas y en la localidad segoviana de San Rafael. En cuanto a los escenarios elegidos para la ficción, la dirección escogió dos inmuebles históricos: el antiguo Hospital Puerta de Hierro, y el Instituto Cardenal de Cisnero; además, en las imágenes de los exteriores figuran el Museo del Ferrocarril de Madrid, el Cementerio de la Almudena, el centro geriátrico La Aurora y diversas calles de la capital bilbaína. Asimismo, para representar los interiores de los edificios se utilizaron unos decorados al estilo de los años 70 con el objetivo de dotar de autenticidad este relato.

## Reparto
- Conchita está interpretada por Nadia de Santiago (de joven) en el primer capítulo y por Pepa Aniorte (de adulta) en el segundo.
- Violeta está interpretada por Macarena García (de joven) en el primer capítulo y por Manuela Paso (de adulta) en el segundo.
- Sor Eulalia está interpretada por Blanca Portillo.
- Sor Herminia está interpretada por Silvia Marty.
- Doctor Mena está interpretado por Emilio Gutiérrez Caba.
- Dolores del Prat está interpretada por Belinda Washington.
- Susana está interpretada por Adriana Ugarte.
- Elisa está interpretada por Alicia Borrachero.
- Ricardo está interpretado por Eduard Farelo.
- Óscar está interpretado por Diego Martín.
- Álex está interpretado por Patrick Criado.
- Juan está interpretado por Víctor Sevilla (de joven) en el primer capítulo y por José Chaves (de adulto) en el segundo.

## Episodios y audiencias
| Episodio | Título                          | Fecha de emisión      | Audiencia         | Ref.   |
| -------- | ------------------------------- | --------------------- | ----------------- | ------ |
| 1        | «Niños robados (Primera parte)» | 16 de octubre de 2013 | 4 079 000 (22,3%) | [ 15 ] |
| 2        | «Niños robados (Segunda parte)» | 17 de octubre de 2013 | 3 757 000 (22,1%) | [ 16 ] |

### Audiencia en Italia
En Italia, Niños robados, bajo el título Io ti troverò, fue emitida el 30 de abril de 2015 con una audiencia de 3.337.000 espectadores y 15,2% de share.

### Audiencia en Argentina
En Argentina Niños robados fue estrenada el 18 y 19 de mayo de 2015, y restrenada el 4 y 5 de enero de 2016.
| Episodio | Título                          | Fecha de estreno   | Audiencia |
| -------- | ------------------------------- | ------------------ | --------- |
| 1        | «Niños robados (Primera parte)» | 18 de mayo de 2015 | 10.8      |
| 2        | «Niños robados (Segunda parte)» | 19 de mayo de 2015 | 13.0      |

| Episodio | Título                          | Fecha de reestreno | Audiencia |
| -------- | ------------------------------- | ------------------ | --------- |
| 1        | «Niños robados (Primera parte)» | 4 de enero de 2016 | 9.9       |
| 2        | «Niños robados (Segunda parte)» | 5 de enero de 2016 | 12.3      |

Fuente: IBOPE (Argentina)